# Brandpfeil

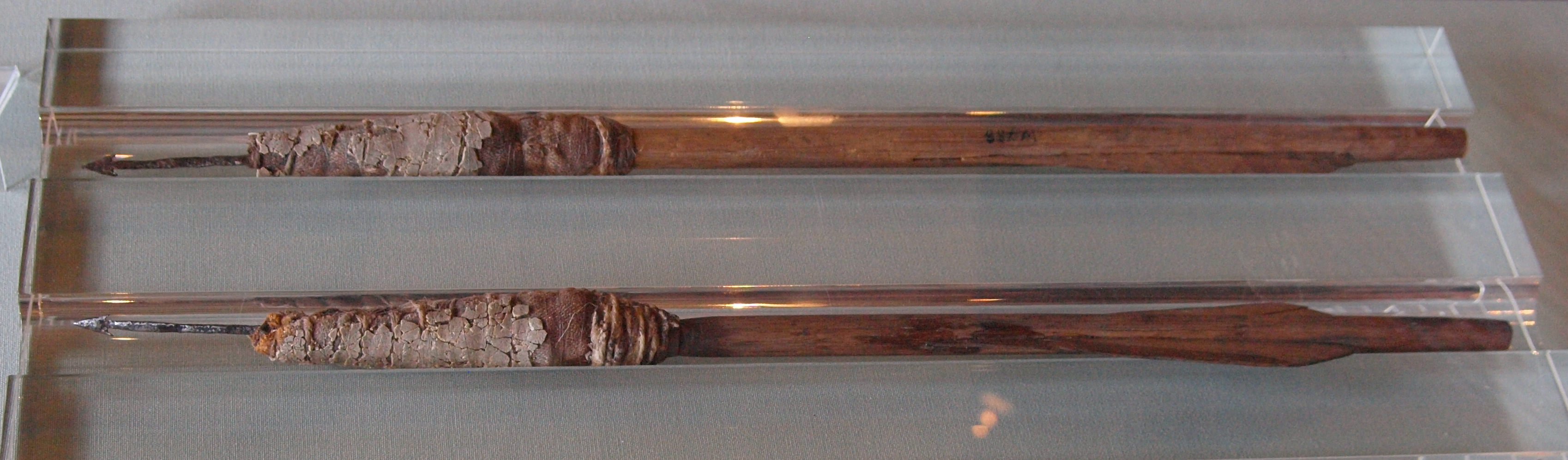
Zwei Brandpfeile (Armbrustbolzen) aus dem 15. Jahrhundert

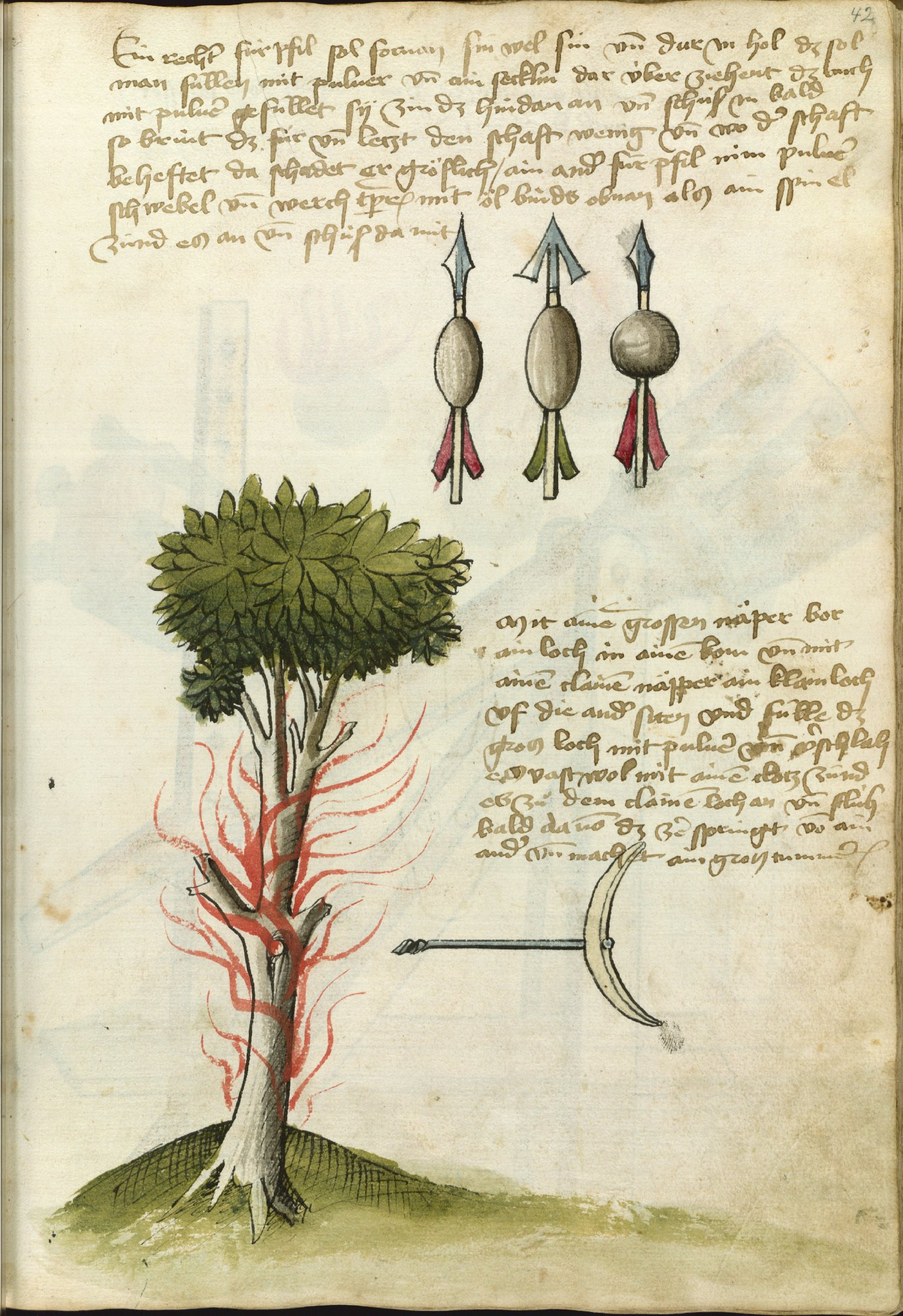
Oben drei Brandpfeile mit an dem Schaft befestigten Brandmittelbeuteln auf Fol. 42r in Konrad Kyesers Bellifortis-Handschrift Ms. Thott. 290.2° von 1459

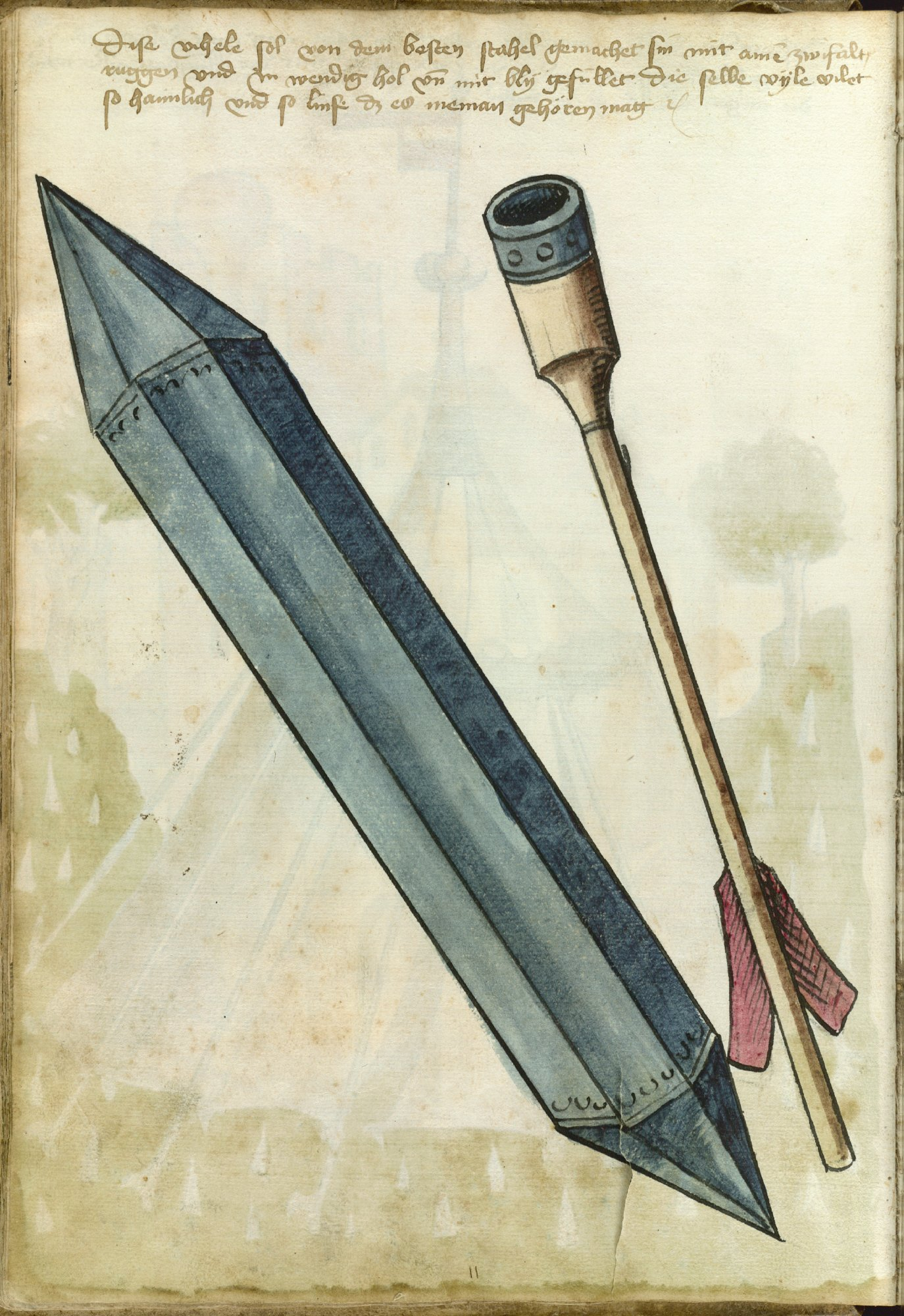
Rechts ein Pfeil mit trichterförmiger Metallspitze auf Fol. 52v in Konrad Kyesers Bellifortis-Handschrift Ms. Thott. 290.2° von 1459

Ein Brandpfeil oder Feuerpfeil (lateinisch malleolus, falarica) ist ein spezieller Pfeil, dessen Zweck es ist, Brände zu verursachen.
Die Waffe ist schon seit der Antike bekannt. Die Griechen nutzen den Brandpfeil schon früh; die Anwendung durch die Römer im See- und Festungskrieg ist hingegen erst für die späte Kaiserzeit bezeugt (vgl. Diod. 20, 88, 2. 97). Nonius Marcellus (556 M.) kennt Brandpfeile jedoch auch schon in früherer Zeit. Laut Ammianus Marcellinus (23, 4, 14 f.) konnte man Brandpfeile nicht mit Wasser, sondern nur durch Ersticken mit Erde löschen, wenn der Zündsatz einmal aktiviert war. Brandpfeile waren z. B. mit Erdöl, anderen Sorten Öl oder Pech getränkt; Eisenspäne mit Kalk, Schwefel und Salpeter in Kombination mit leicht brennbarem Material waren ebenfalls wirkungsvoll. Brandpfeile besaßen häufig eine als kleines Körbchen ausgearbeitete Spitze, die mit brennendem Material geladen und auf hölzerne Festungen etc. abgeschossen wurde. Eine andere Möglichkeit, Feuer zu „transportieren“, waren Bohrungen in den Pfeilen, in die brennende Lappen eingefädelt wurden, sofern man diese Lappen nicht einfach um die Pfeile wickelte.
Brandpfeile für Katapulte wurden unter anderem in Dura Europos gefunden.
Mittelalterliche Brandpfeile kann man etwa im Germanischen Nationalmuseum in Nürnberg besichtigen.

## Bestandteile
In Brandpfeilen wurden nicht wie angenommen schwarzpulverähnliche Substanzen oder Spuren von öligen oder ätherischen Inhaltsstoffen verwendet. Brandpfeile bestanden meistens aus einem Gemisch aus Eisenspänen, Salpeter und Schwefel. Eisenpulver wurde mit Salpeter vermischt. Der vom Büchsenmeister hergestellte Brandpfeil bzw. Feuerpfeil mit dem Gemisch wurde anschließend in ein mit Wachs getränktes Tuch gewickelt und in flüssigen Schwefel getaucht.
Wird der Brandpfeil angezündet, beginnt der Schwefel mit höheren Temperaturen zu brennen. Das Wachs schmilzt und verbindet sich mit dem Brandgemisch. Salpeter wirkt wie ein Brandbeschleuniger. Die Bestandteile vermischen sich zu einer zähflüssigen teigigen Brandmasse. Der Pfeil prallt deshalb an seinem Ziel nicht ab, sondern bleibt regelrecht kleben.
Eine sarazenische Abhandlung Bogenschießen für Anfänger (um 1410) erwähnt einen Pfeiltyp, welcher als Spitze einen Metalltrichter aufgesetzt hatte. In diesen Trichter legte man eine glühende Metallkugel oder einen entzündeten Brandsatz und schoss den Pfeil ab. Der Pfeilschaft wurde von einer am Bogen befestigten Fangleine gestoppt und das glühende, brennende Geschoss flog allein weiter.